# Expédition de Khalid ibn al-Walid (Banu Jadhimah)
Pour les articles homonymes, voir Expédition de Khalid ibn al-Walid.
L'Expédition de Khalid ibn al-Walid, à la Mecque, contre Banu Jadhimah, se déroula en janvier 630 AD, 8AH, 9e mois, du Calendrier Islamique.
Khalid ibn al-Walid fut envoyé afin de convier la tribu Banu Jadhimah à l’Islam. Ils acceptèrent l’invitation, mais Khalid les fit tous captifs et exécuta une partie de la tribu quand-même (avant d'être arrêté), en raison d’une hostilité passée,,.